# Partido Sionista Religioso
Tkuma-Unión Nacional (en hebreo: האיחוד הלאומי - תקומה) (en español: Resurrección - Unión Nacional) actualmente conocido como Partido Sionista Religioso (en hebreo: הציונות הדתית, HaTzionut HaDatit) es un partido político judío sionista religioso de derecha y extrema derecha de Israel.

## Historia
Tkuma se estableció en 1998, cuando Hanan Porat y Zvi Hendel abandonaron el Partido Nacional Religioso. Junto con los partidos Moledet y Herut - El Movimiento Nacional, formaron la coalición Unión Nacional, que ganó cuatro escaños en las elecciones generales de Israel de 1999. En las elecciones parlamentarias de Israel de 2003, Israel Beitenu se unió a la coalición Unión Nacional (aunque Herut - El Movimiento Nacional) se fue), y la coalición de partidos consiguió ganar siete escaños. El partido se unió a la coalición de Ariel Sharón, junto con el Likud, el Shinui, el Partido Nacional Religioso, y el partido Israel ba-Aliyá.
Debido a las tensiones por la retirada de la Franja de Gaza (Tkuma se oponía ideológicamente, y su líder vivía en el asentamiento de Ganei Tal en Gaza), los ministros de la Unión Nacional; Binyamin Elon y Avigdor Lieberman fueron despedidos, y el partido abandonó la coalición. Sin embargo, la Unión Nacional se vio reforzada por la adición del partido Ahi, una facción que se había separado del Partido Nacional Religioso cuando dicho partido decidió permanecer en la coalición.
Antes de las elecciones parlamentarias de Israel de 2006, el partido Israel Beitenu abandonó la alianza electoral para presentarse en solitario a las elecciones. Sin embargo, en el último minuto, el Partido Nacional Religioso (Mafdal) decidió unirse a la alianza, la cual obtuvo nueve escaños, dos de los escaños fueron asignados a Tkuma, y fueron ocupados por Hendel y Uri Ariel.
El 3 de noviembre de 2008, el partido anunció una fusión con Ahi, el Partido Nacional Religioso (Mafdal) y Moledet para formar un nuevo partido de derecha política, que más tarde se denominó La Casa Judía (Bait HaYehudí). Sin embargo, alrededor de la mitad de los antiguos miembros de Tkuma abandonaron el nuevo partido para refundar Tkuma, y se unieron a la coalición Unión Nacional, junto a los partidos Moledet, HaTikva, y Eretz Israel Shelanu.
En 2012, el partido optó por participar como parte de la lista electoral de La Casa Judía, en las elecciones parlamentarias de Israel de 2013. La lista conjunta obtuvo 12 escaños, cuatro de los cuales (Ariel, Ben-Dahan, Kalfa y Strook) fueron nominados por el comité central de Tkuma. El partido decidió continuar su alianza con La Casa Judía durante las elecciones legislativas para elegir al parlamento israelí, la Knéset en 2015, ocupando los puestos segundo, octavo, número 13 y número 17 de una lista electoral conjunta. La Casa Judía solamente obtuvo 8 escaños en aquellas elecciones. En 2019, el judío Bezalel Smotrich asumió el liderazgo del partido, ganando las elecciones primarias del partido contra Uri Ariel. El secretario general del partido es el judío Ofir Sofer.

## Resultados electorales
| Año                | Líder            | Votos                           | %                               | Resultado | +/-         | Gob                    |
| ------------------ | ---------------- | ------------------------------- | ------------------------------- | --------- | ----------- | ---------------------- |
| 1999               | Hanan Porat      | Parte de HaIjud HaLehumí        | Parte de HaIjud HaLehumí        | 1/120     | Nuevo       | Oposición (1991-2001)  |
| 1999               | Hanan Porat      | Parte de HaIjud HaLehumí        | Parte de HaIjud HaLehumí        | 1/120     | Nuevo       | Coalición (2001-2003)  |
| 2003               | Zvi Hendel       | Parte de HaIjud HaLehumí        | Parte de HaIjud HaLehumí        | 2/120     | 1           | Coalición (2003-2004)  |
| 2003               | Zvi Hendel       | Parte de HaIjud HaLehumí        | Parte de HaIjud HaLehumí        | 2/120     | 1           | Oposición (2004-2006)  |
| 2006               | Zvi Hendel       | Parte de HaIjud HaLehumí-Mafdal | Parte de HaIjud HaLehumí-Mafdal | 2/120     | Sin cambios | Oposición              |
| 2009               | Ya'akov Katz     | Parte de HaIjud HaLehumí        | Parte de HaIjud HaLehumí        | 2/120     | Sin cambios | Oposición              |
| 2013               | Uri Ariel        | Parte de HaBait HaYehudí        | Parte de HaBait HaYehudí        | 4/120     | 2           | Coalición              |
| 2015               | Uri Ariel        | Parte de HaBait HaYehudí        | Parte de HaBait HaYehudí        | 2/120     | 2           | Coalición              |
| Abril de 2019      | Bezalel Smotrich | Parte de Derecha Unida          | Parte de Derecha Unida          | 2/120     | Sin cambios | Elecciones anticipadas |
| Septiembre de 2019 | Bezalel Smotrich | Parte de Yamina                 | Parte de Yamina                 | 2/120     | Sin cambios | Elecciones anticipadas |
| 2020               | Bezalel Smotrich | Parte de Yamina                 | Parte de Yamina                 | 2/120     | Sin cambios | Oposición              |
| 2021               | Bezalel Smotrich | 225.641 (#9)                    | 5,12                            | 6/120     | 4           | Oposición              |
| 2022a              | Bezalel Smotrich | 516.146 (#3)                    | 10,83                           | 7/120     | 1           | Coalición              |

a En coalición con Otsmá Yehudit y Noam (partido político).

## Ideología
Tkuma está en contra de las concesiones territoriales. Algunos de sus miembros apoyan la anexión del Área de Judea y Samaria, es decir, los territorios de las Cisjordania administrados por Israel, pero no  anexionados. Sin embargo, la política oficial de la facción parlamentaria de La Casa Judía, con la cual el partido se alineó en las elecciones parlamentarias israelíes de 2013, en 2015 y en 2019, apoya solamente la anexión del Área C de Cisjordania en los Territorios Palestinos ocupados por Israel. El partido se considera de derecha: se opone al matrimonio entre las personas del mismo sexo y a las uniones civiles, argumentando para ello una motivación religiosa.